# 唐卡士打流浪百麗絲女子足球會
唐卡士打流浪百麗絲女子足球會（英語：Doncaster Rovers Belles Ladies Football Club），前稱唐卡士打百麗絲女子足球會（Doncaster Belles LFC），是英格蘭一間女子足球會，於2005年成為英冠球會唐卡斯特流浪足球俱乐部的屬會。
唐卡士打流浪百麗絲於1969年由在唐卡斯特流浪球場內售賣彩票的女售票員組成，其英語名稱「Belles」可解作「美女」，取自唐卡斯特流浪的舊主場「貝納維球場」（Belle Vue），是國內一支勁旅，曾贏得1993/94年的英格蘭國家組超級聯賽冠軍，為兩隊曾奪得頂級聯賽錦標的非倫敦球隊之一，亦曾13度晉級女子足總盃決賽並獲得6屆冠軍。球會成為於2011年3月首次舉辦的英格蘭足球總會女子超級聯賽的8支始創成員之一。

## 榮譽
- 英格蘭女子超級聯賽
  - 冠軍（1）：1993/94年；
  - 亞軍（7）：1992/93年、1995/96年、1996/97年、1999/00年、2000/01年、2001/02年、2002/03年；
- 女子足總盃
  - 冠軍（6）：1982/83年、1986/87年、1987/88年、1989/90年、1991/92年、1993/94年；
  - 亞軍（7）：1983/84年、1984/85年、1985/86年、1990/91年、1992/93年、1999/00年、2001/02年；
- 女子聯賽盃
  - 亞軍（3）：1993/94年、1995/96年、2008/09年；
- 女子社區盾
  - 亞軍（2）：2001年、2003年；

## 外部連結
- The Official Doncaster Rovers Belles Web Site（页面存档备份，存于）
- Doncaster Belles Photo Gallery（页面存档备份，存于）